# ごはんができたよ
『ごはんができたよ』は、矢野顕子の4枚目のスタジオ・アルバム、通算6枚目のアルバム。1980年10月1日発売。発売元は徳間ジャパン。CDはミディ。

## 概要
徳間ジャパン移籍後初の作品。坂本龍一が共同プロデュースを手がけており、矢野がイエロー・マジック・オーケストラとコラボレーション関係にあった時代を色濃く反映した作品である。もっともクレジットはYMO名義ではなく、あくまでも個人参加という位置づけになっている。サウンドは前作『ト・キ・メ・キ』と同じくシンセサイザーを多用しているが、アコースティック・ピアノや児童合唱を取り入れるなど、YMOの音作りとは一線を画す面も見られる。

## 収録曲
1. ひとつだけ (HITOTSUDAKE) （作詞・作曲：矢野顕子）
  - アグネス・チャンのアルバム『美しい日々』（1979年）に提供された楽曲。アグネス・チャン版と、矢野版とでは、歌詞の一部が異なる（アグネス版「愛してるわ」→矢野版「ねえお願い」など）。今や矢野の代表曲
  - サードシングル「ごはんができたよ」のB面に収録されている。
  - アルバム『出前コンサート』（1994年発売）に、ライブテイクが収録されている。
  - 1996年にベストアルバム『ひとつだけ/the very best of 矢野顕子』で新録音された。新録バージョンは1997年発表のサウンドゲーム『リアルサウンド 〜風のリグレット〜』でエンディングテーマ曲に用いられた。
  - 1999年に坂本美雨がカバー。矢野がコーラスで参加しており、母娘共演になっている。（『DAWN PINK』収録）
  - 2005年に黒川芽以がカバーした。（『10 sprout』収録）
  - 2006年にアルバム『はじめてのやのあきこ』において、忌野清志郎とのデュエットで共演した。忌野は1982年に、ヘンタイよいこバンドのライブで取り上げているほか、矢野とのデュエットでも2002年のフジロック・フェスティバルなどのライブで歌われている。
    - デュエット・バージョンは、2012年公開の映画『しあわせのパン』（三島有紀子監督）の主題歌に使用され、2013年のアルバム『矢野顕子、忌野清志郎を歌う』に収録された。
    - 清水ミチコが矢野と忌野のデュエット・バージョンを2人ともモノマネする形で、アルバム『清水ミチコ物語』に収録している。

  - 2008年にBank Bandがカバーした。（『沿志奏逢2』収録）
  - 2012年に蜜がカバーした。（『eAt me!』収録）
  - 2010年代に入ってもライブでたびたび演奏されている。
2. ぼんぼんぼん(LES PETIT BONBON) （作詞・作曲：矢野顕子）
  - 「ひとつだけ」とメドレーで演奏されている。
3. COLOURED WATER （作詞：矢野顕子・菊地真美　作曲：矢野顕子）
  - この曲のみ、ドラムスは林立夫である。
  - アルバム『出前コンサート』に、ライブテイクが収録されている。
4. 在広東少年 (ZAI KUNTONG SHONEN) （作詞・作曲：矢野顕子）
  - 販売音源としては、矢野も参加した渡辺香津美率いるKYLYN BANDのライブアルバム『KYLYN LIVE』（1979年）に収録されている。
  - 矢野が参加したYMOの第1回・第2回ワールドツアーでも演奏された。（『フェイカー・ホリック』（1991年発売）、『ワールド・ツアー1980』（1996年発売）、『ライヴ・アット・武道館1980』（1993年発売）に収録。タイトルは"KANG TONG BOY"の表記が使われていることもある）。坂本龍一によると、YMOの海外公演で、この曲の受けが特に良かったという[1]。
  - 2000年に、矢野自身がピアノ弾き語りでセルフカバーした。（『Home Girl Journey』収録）
  - 2014年に、砂原良徳の編曲でセルフカバーされた（『飛ばしていくよ』収録）
  - シングル「春咲小紅」（1981年）のB面収録版は別アレンジであり、これはコンピレーション盤『愛がたりない』にも収録されている。
5. HIGH TIME （作詞：Fran Payne　作曲：矢野顕子）
  - 「COLOURED WATER」と共に、英語詞の曲である。
6. DOGS AWAITING （作詞・作曲：矢野顕子）
  - 犬の吠え声などのサンプリング音が用いられているほか、矢野のボーカルもヴォコーダーを通した実験的な音作りとなっている。
7. TONG POO （作詞：矢野顕子　作曲：坂本龍一）
  - YMOの曲のカバー。矢野があらたに歌詞をつけている。
  - アルバム『出前コンサート』に、ライブテイクが収録されている。
8. 青い山脈 (AOI SANMYAKU) （作詞：西条八十　作曲：服部良一 編曲:矢野顕子）
  - 藤山一郎の曲のカバー。
  - アルバム『出前コンサート』に、ライブテイクが収録されている。
9. げんこつやまのおにぎりさま (GENKOTSUYAMA NO ONIGIRISAMA) （作詞：香山美子、まど・みちお　作曲：小森昭宏）
  - ひばり児童合唱団のほか、YMOにも関わりが深かったシーナ&ザ・ロケッツの鮎川誠がギターで参加している。
10. ごきげんわにさん (GOKIGEN WANISAN) （作詞：中川李枝子 作曲：小森昭宏 編曲:矢野顕子）
  - アルバムジャケットでは「作詞・作曲：中川季枝子」となっているが、誤植である。
  - 坂本龍一とのピアノ連弾が行われている。
  - ビデオ『矢野顕子S席コンサート』に、ライブ演奏が収録されている。
11. また会おね (MATA AONE) （作詞・作曲：矢野顕子）
  - 本アルバムの発売に並行して行われたツアーの名称は「また会おねツアー」であった。
  - アルバム『グッド・イーブニング・トウキョウ』『TWILIGHT 〜the“LIVE”best of Akiko Yano〜』に、ライブテイクが収録されている。
12. てはつたえる→てつだえる (TE WATSUTAERU→TETSUDAERU) （作詞・作曲：矢野顕子）
  - 谷川俊太郎の詩「TE TE TE」にインスパイアされた作品。
  - 日立製作所のコマーシャルソング。
  - アルバム『出前コンサート』に、ライブテイクが収録されている。
13. ごはんができたよ (GOHAN GA DEKITAYO) （作詞・作曲：矢野顕子）
  - サードシングルとして発売された。
  - 新約聖書のマタイによる福音書 第5章44 - 46節に対し、謝辞が述べられている。
  - 2005年に、槇原敬之がこの曲のカバーをしている。（『Listen To The Music 2』収録）
  - 2006年に、矢野はYUKIと共演している。（『はじめてのやのあきこ』収録）
  - 歌詞にある「お医者さんちのアッコちゃん」は父が開業医の矢野自身の事である。
14. YOU'RE THE ONE （作詞：矢野顕子　作曲：坂本龍一）
  - 「for the children of the whole wide world（広き全世界の子どもたちに）」という献辞が添えられている。
  - 原曲は「アイヌの宝物」（歌：少年少女合唱団みずうみ、構成＆作詞：及川恒平、編曲：坂本龍一、山下達郎が参加したアルバム『海や山の神様たち - ここでも今でもない話 -』（1975年）の収録曲）で、新たに矢野が詞をつけたもの。

- LPは2枚組で、1枚目A面が1, 2, 3、B面が4, 5, 6、2枚目C面が7, 8, 9, 10、D面が11, 12, 13, 14であった。
- CD初盤は、「COLOURED WATER」「HIGH TIME」「DOGS AWAITING」「青い山脈」がカットされている。